# Francisco Javier Arana

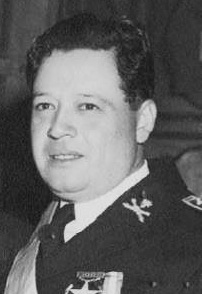
Francisco Javier Arana

Francisco Javier Arana (3 de dezembro de 1905 – 18 de julho de 1949) foi um dos militares guatemaltecas que chefiou a junta militar que governou a Guatemala de 20 de outubro de 1944 a 15 de março de 1945 após um golpe de estado. Serviu como chefe das Forças Armadas durante o governo de Juan José Arévalo e acabou morto numa outra tentativa de golpe dado pelos militares, em 1949, defendendo o governo Arévalo.